# Heinrich von Brabeck
Heinrich von Brabeck (* unbekannt; † 1618) war Domherr in Münster.

## Leben

### Herkunft und Familie
Heinrich von Brabeck entstammte dem westfälischen Adelsgeschlecht von Brabeck, das seinen Ursprung im Vest Recklinghausen hatte. Er war der Sohn des Wolter von Brabeck und dessen Gemahlin Kiliana von Westhofen zu Letmathe und hatte sechs Geschwister: Walter (1577–1626 Domherr), Engelbert (Domherr 1611–1636), Schonebeck (⚭ Anna von Letmathe, Sohn Johann war Domherr), Jürgen (Drost in Oer), Engelbert (Dompropst in Paderborn und Domherr in Münster) und Westhoff (⚭ Anna Ursula von Landsberg, deren Söhne Ludolf Walter, Jobst Edmund und Johann Ernst Domherren in Münster waren. Der Sohn Engelbert (* 1621) war Domherr in Hildesheim).

### Wirken
Mit dem Erhalt der Tonsur am 26. Dezember 1614 wurde Heinrich auf ein geistliches Leben vorbereitet. Mit der Aufschwörung auf die Geschlechter Brabeck, Landsberg, Westhoff, NN. und Droste am 4. Februar 1615 kam er in den Besitz der münsterschen Dompräbende. Heinrich starb noch vor der Emanzipation im Jahre 1618.